# Hyalomma
Het tekengeslacht Hyalomma bestaat uit harde teken en omvat dertig verschillende soorten die voorkomen in de droge en steppe gebieden van Europa, Afrika en Azië. Soorten uit het geslacht Hyalomma zijn tweegastherig, wat inhoudt dat de larve en de nimf dezelfde gastheer hebben maar de volwassen vorm een andere gastheer heeft. De teek is aanzienlijk groter dan andere tekensoorten. De larven van sommige soorten infecteren naast zoogdieren als vee en knaagdieren ook vogels, waaronder trekvogels en soms mensen. De teek kan het Krim-Congovirus dragen, dat voor dieren geen gevaar oplevert, maar voor mensen ernstige gevolgen kan hebben. Door de mobiliteit van zijn gastheren kan de door de teek gedragen infectie zich over grote afstanden verspreiden.

## Eurazië
Van deze dertig Hyalomma-soorten komen er maar twee voor in Europa: de "Middellandse Zee-teek" H. marginatum en de als "schildpaddenteek" bekendstaande H. aegyptium. Deze naam is te danken aan de wat schildpadachtige groeven op met name de achterzijde van het achterlijf.

### Duitsland
In Noord- en Centraal-Europa kwamen ze lang niet voor, omdat ze de winter niet konden overleven. Teken uit dit geslacht werden in 1975 in Zwitserland voor het eerst waargenomen. Vermoedelijk werden ze door trekvogels verspreid, omdat de Hyalomma-teken wel vier weken op hun gastheer kunnen verblijven.
In Duitsland werd in 2015 voor het eerst een exemplaar van Hyalomma rufipes zuigend op een paard gevonden. Na twee eenmalige vondsten in de jaren 2015 en 2017 werden in 2018 zeven exemplaren in Duitsland gevonden, die waarschijnlijk door vogels werden meegebracht. Wetenschappers wijten het voorkomen van deze teken aan de hete, droge zomer in 2018 in Duitsland, omdat Hyalomma-teken een lage luchtvochtigheid nodig hebben. Bij een teek werden Rickettsia-bacteriën gevonden, die verantwoordelijk zijn voor vlektyfus. In Noordrijn-Westfalen werden ze in oktober 2018 gevonden. In december 2018 werden ze ook in Sleeswijk-Holstein gevonden. In juni 2019 werden vijf teken op een paard op een boerderij in Noord-Rijnland-Westfalen gevonden en een andere in Nedersaksen, hetgeen erop zou duiden dat de tropische teken voor het eerst in Duitsland overwinterden. Dit concludeerden onderzoekers van de Universiteit van Hohenheim en de Universiteit van de Bundeswehr München op grond van de leeftijd van de gevonden teken.

### Nederland
In Nederland is voor het eerst in juli 2019 een Hyalomma-soort in het Drentse dorp Odoorn op een paard gevonden. Deze droeg de Rickettsia aeschlimannii bacterie bij zich. Het kan een Hyalomma marginatum of een Hyalomma rufipes zijn. Trekvogels uit Afrika of het Middellands Zeegebied kunnen larven en nimfen meebrengen. Als de hyalomma-nimfen zich met bloed hebben volgezogen laten ze zich in groene gebieden vallen. Normaal is het voor deze soort in Nederland niet warm en droog genoeg om te overwinteren.

### Turkije
In het voorjaar van 2008 ontstond onrust in Turkije toen het Centrum voor infectieziekten in Istanboel bekendmaakte dat er dat jaar al minstens twintig mensen waren omgekomen als gevolg van beten van Hyalomma-teken. Bij deze beten werd de virusziekte Krim-Congokoorts overgebracht, die inwendige bloedingen kan veroorzaken.

## Afrika
Afrikaanse Hyalomma-teken kunnen het Krim-Congovirus en Rickettsia conorii, dat fièvre boutonneuse veroorzaakt, op de mens overbrengen. De belangrijkste vector voor het Krim-Congovirus in zuidelijk Afrika is de grote ruwe vlekpootteek (Hyalomma rufipes). De gastheren zijn vee voor de volwassen teken en hazen en op de grond levende vogels zoals parelhoenders voor de immature teken. De kleine gladde vlekpootteek (Hyalomma truncatum) komt eveneens voor in Afrika. Vee en grote wilde herbivoren, in het bijzonder de elandantilope en giraffe, en soms honden zijn de gastheer voor de volwassen teken, terwijl de immature teken zich voeden met het bloed van hazen, renmuizen en grasmuizen.